# Аглонська базиліка
56°07′37″ пн. ш. 27°00′56″ сх. д. / 56.126944444444° пн. ш. 27.015555555556° сх. д.
Аглонська римо-католицька базиліка Успіння Пресвятої Діви Марії (латис. Aglonas Vissvētākās Jaunavas Marijas debesīs uzņemšanas Romas katoļu bazilika) в Аглоні є одним з найважливіших католицьких духовних центрів Латвії.
Будівництво нинішнього костелу в стилі італійського бароко розпочалося у 1768 р. і завершилося у 1780 р.. Присвячений Успінню Діви Марії, він був освячений у 1800 р. єпископом Я. Беніславським.
Церква була резиденцією ризького єпископа з 1920 по 1924 рік, коли новопризначений архієпископ Антоній Спрінгович переїхав до Ризького собору Святого Якова. Там 22 серпня 1920 р. єпископа висвятив на єпископа каунаський єпископ-помічник Юозапас Сквірецкас.
Щороку тисячі паломників стікаються до базиліки 15 серпня, на свято Успіння Пресвятої Богородиці. Це одна з восьми міжнародних святинь, визнаних Святим Престолом, а її релігійні заходи відвідали близько 300 000 паломників.
У 1980 році Успенська базиліка відсвяткувала своє 200-річчя, і Папа Іван Павло ІІ надав їй титул «Basilica minoris». У вересні 1993 року цей же Папа відвідав базиліку.

## Історія
1697 року поміщиця Єва Юстина Шостовицька покликала тодішнього єпископа Лівонії Ніколаса Паплавскіса, а 1688 року прибулі з Вільнюса настоятелі домініканського монастиря отець Реміґіс Мосоковскіс і Аґлона обрали місце для розміщення сакральних споруд. У 1699 році домініканці заснували монастир, в якому в 1670 році вони вперше побудували дерев'яний костел. 10 вересня 1751 року було освячено дерев'яний костел під час третього візиту ліфляндського єпископа Аглони Йосипа Домініка Пузінаса. У костелі домініканці помістили ікону Божої Матері, яка була написана за зразком ікони Тракайської Богородиці.
Коли первісний костел був знищений пожежею, замість нього з 1768 по 1780 рік побудували цегляні монастирські будівлі і нинішній костел. Інтер'єр церкви датується XVIII-XIX століттями, але амвон, орган і сповідальня - кінця XVIII століття.

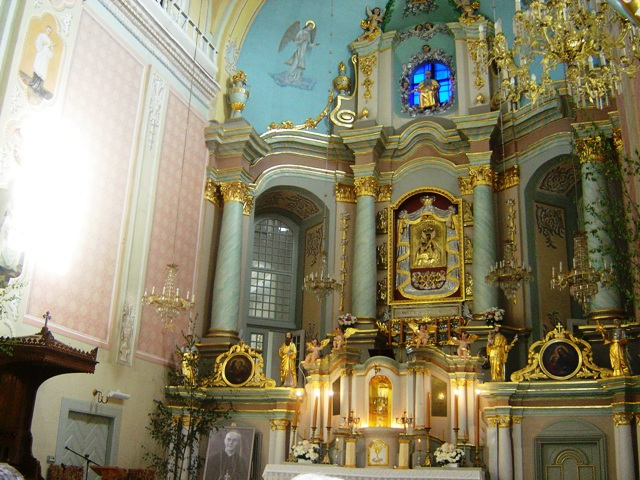
Головний вівтар базиліки

Базиліка Успіння Пресвятої Богородиці в Аглоні збудована у стилі пізнього бароко, її прикрашають дві вежі заввишки 60 метрів. Всередині є хрестові склепіння, арки, колони і орнаменти в стилі рококо. Щороку 15 серпня паломники приїжджають сюди, щоб відсвяткувати день Успіння Діви Марії. Церква зберегла живопис, скульптуру та мистецькі цінності, серед яких ікона «Аглонське чудо». Вважається, що картина має цілющі властивості. З 2011 по 2013 рік єпархіальний єпископ Іоанн Буліс координував реставраційні роботи в базиліці. Було перекрито скатний дах, замінено покриття з листового металу на мідне, проведено реставраційні роботи в базиліці та монастирі. У базиліці повністю змінили колір стін, зберігши стилі бароко і рококо, але змінивши кольори і візерунки на стінах. Великі колони і карнизи вівтаря перетворилися з синьо-зеленого мармуру, що імітував блакитно-зелений, на маленький рожево-червонуватий, завдяки чому весь вівтар став набагато «теплішим». На противагу цьому, решта настінного розпису в базиліці лінії декоративних елементів виконані в блідо-жовтих і рожевих кольорах мармурової імітації целадону. Весь декоративний розпис базиліки має набагато більше імітації мармуру, ніж це було раніше. З нього зникло кілька зображень святих і християнських символів, таких як голуб (як символ Святого Духа), символ Агнця Божого тощо.

## Зовнішні посилання
- Вікісховище має мультимедійні дані за темою: Аглонська базиліка
- Basilica of the Assumption of the Blessed Virgin Mary
- Photos of the basilica
- http://www.ir.lv/2011/8/11/aglonas-bazilika